# Anthony Black
Anthony Black (Duncanville, 20 gennaio 2004) è un cestista statunitense, professionista nella NBA con gli Orlando Magic. Ha giocato al college con gli Arkansas Razorbacks. Considerato un prospetto a cinque stelle é stato uno dei migliori giocatori della classe draft 2022.

## Carriera
Dopo aver trascorso una stagione con gli Arkansas Razorbacks, nel 2023 si dichiara per il Draft NBA, venendo selezionato con la sesta scelta assoluta dagli Orlando Magic.

## Statistiche

### College
| Anno      | Squadra         | PG | PT | MP   | TC%  | 3P%  | TL%  | RP  | AP  | PRP | SP  | PP   |
| --------- | --------------- | -- | -- | ---- | ---- | ---- | ---- | --- | --- | --- | --- | ---- |
| 2022-2023 | Ark. Razorbacks | 36 | 36 | 34,9 | 45,3 | 30,1 | 70,5 | 5,1 | 3,9 | 2,1 | 0,6 | 12,8 |
| Carriera  | Carriera        | 36 | 36 | 34,9 | 45,3 | 30,1 | 70,5 | 5,1 | 3,9 | 2,1 | 0,6 | 12,8 |

### NBA

#### Regular Season
| Anno      | Squadra       | PG  | PT | MP   | TC%  | 3P%  | TL%  | RP  | AP  | PRP | SP  | PP  |
| --------- | ------------- | --- | -- | ---- | ---- | ---- | ---- | --- | --- | --- | --- | --- |
| 2023-2024 | Orlando Magic | 69  | 33 | 16,9 | 46,6 | 39,4 | 61,3 | 2,0 | 1,3 | 0,5 | 0,3 | 4,6 |
| 2024-2025 | Orlando Magic | 78  | 10 | 24,2 | 42,3 | 31,8 | 76,1 | 2,9 | 3,1 | 1,1 | 0,6 | 9,4 |
| Carriera  | Carriera      | 147 | 43 | 20,8 | 43,5 | 34,3 | 71,8 | 2,5 | 2,3 | 0,8 | 0,5 | 7,2 |

#### Playoffs
| Anno     | Squadra       | PG | PT | MP   | TC%  | 3P%  | TL%  | RP  | AP  | PRP | SP  | PP  |
| -------- | ------------- | -- | -- | ---- | ---- | ---- | ---- | --- | --- | --- | --- | --- |
| 2024     | Orlando Magic | 2  | 0  | 5,5  | 42,9 | 0,0  | -    | 1,0 | 1,0 | 0,5 | 0,0 | 3,0 |
| 2025     | Orlando Magic | 5  | 0  | 17,8 | 40,5 | 15,4 | 69,2 | 4,4 | 0,0 | 0,8 | 0,2 | 8,2 |
| Carriera | Carriera      | 7  | 0  | 14,3 | 40,9 | 13,2 | 69,2 | 3,4 | 0,3 | 0,7 | 0,1 | 6,7 |

## Palmares

### Individuale
- McDonald's All-American (2022)